# Fußball-Weltmeisterschaft 2018/Argentinien
Dieser Artikel behandelt die argentinische Fußballnationalmannschaft bei der Fußball-Weltmeisterschaft 2018. Argentinien konnte sich erst am letzten Spieltag der Südamerika-Qualifikation qualifizieren. Die Mannschaft nahm zum 17. Mal teil und seit 1974 ohne Unterbrechung.

## Qualifikation
Die Mannschaft qualifizierte sich über die Qualifikation des südamerikanischen Fußballverbandes CONMEBOL.

### Spiele

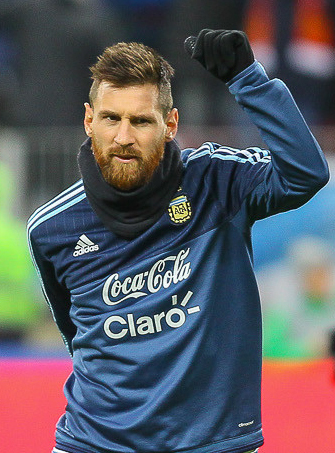
Lionel Messi, bester Torschütze der Argentinier in der Qualifikation

Argentinien startete in die Qualifikation unter Nationaltrainer Gerardo Martino, der nach dem verlorenen Finale der WM 2014 den Posten von Alejandro Sabella übernommen hatte. Zwar konnte er die Mannschaft 2015 ins Finale der Copa América und 2016 ins Finale der Copa América Centenario 2016 führen, die Mannschaft verlor aber beide Endspiele gegen Chile im Elfmeterschießen. Zudem lief es in der WM-Qualifikation schlecht. So wurde das erste Spiel, ein Heimspiel gegen Ecuador mit 0:2 verloren und damit erstmals überhaupt ein Heimspiel gegen die Ecuadorianer. In den ersten drei Spielen, von denen Argentinien keins gewann, setzte Martino 22 Spieler ein, wobei nur Torhüter Sergio Romero, Ángel Di María, Kapitän Javier Mascherano, der erste Torschütze Ezequiel Lavezzi und Nicolás Otamendi in allen drei Spielen zum Einsatz kamen. Die nächsten drei Spiele konnten dann zwar gewonnen werden, im August 2016 trat er aber nach der zweiten Finalniederlage gegen Chile von seinem Posten zurück. Unter seinem Nachfolger Edgardo Bauza lief es aber auch nicht besser und Argentinien drohte erstmals seit 1970 wieder die WM zu verpassen. Im April 2017 wurde Bauza daher nach einer 0:2-Niederlage in Bolivien entlassen. Als Nachfolger wurde Jorge Sampaoli verpflichtet, der Chile 2015 zum Copa-Titel gegen Argentinien geführt hatte. Unter ihm wurde zwar kein Qualifikationsspiel verloren, in den ersten drei Spielen reichte es aber nur zu Remis, so dass die Argentinier vor dem letzten Spiel nur auf dem sechsten Platz lagen. Dieses Spiel führte die Argentinier in das 2850 Meter hoch gelegene Quito, wo sie zuletzt 2001 ein Spiel gegen Ecuador gewonnen hatten, danach aber je zweimal verloren und remis spielten. Ecuador, das mit vier Siegen in die Qualifikation gestartet war, hatte dann stark nachgelassen und schon vor diesem Spiel keine Chance mehr, sich für die WM zu qualifizieren. Im daher nur noch für die Argentinier entscheidenden Spiel gerieten sie bereits nach 37 Sekunden in Rückstand. In der 11. Minute konnte Lionel Messi aber zunächst ausgleichen, in der 18. Minute die Argentinier in Führung bringen und in der 62. Minute den 3:1-Endstand herstellen. Da sich zudem in den parallel ausgetragenen Spielen die zuvor vor ihnen platzierten Mannschaften aus Kolumbien und Peru remis trennten und Chile in Brasilien verlor, sprang Argentinien noch auf den dritten Platz und qualifizierte sich damit direkt für die WM-Endrunde.
Letztlich wurden von den drei Trainern insgesamt 45 Spieler in den 18 Spielen eingesetzt, davon zehn nur einmal. Nur Torhüter Sergio Romero und Ángel Di María kamen in allen Spielen zum Einsatz, wobei Romero keine Minute verpasste. Auf 15 Spiele brachten es Javier Mascherano, der zweimal nach der jeweils zweiten gelben Karte pausieren musste, und Nicolás Otamendi, der dreimal zwangsweise pausieren musste und insgesamt sieben gelbe Karten erhielt. Bester Torschütze war Kapitän Lionel Messi mit sieben Toren, der verletzungsbedingt aber nur in zehn Spielen zum Einsatz kam und in den anderen Spielen zumeist von Mascherano als Kapitän vertreten wurde. Dabei war Messi nach der Niederlage im Elfmeterschießen bei der Copa América Centenario 2016 schon zurückgetreten, konnte von Bauza aber zum Comeback überredet werden. Nach dem Spiel gegen Chile am 23. März 2017 wurde er wegen einer Schiedsrichterassistentenbeleidigung aufgrund eines Entscheids der FIFA-Disziplinarkommission für die nächsten vier Qualifikationsspiele gesperrt. Der Entscheid der FIFA-Disziplinarkommission wurde aber von der FIFA-Berufungskommission am 5. Mai aufgehoben, so dass Messi damit in den letzten Qualifikationsspielen eingesetzt werden konnte. Dabei war Messi der einzige argentinische Spieler mit mehr als sieben Spielen, der keine gelbe Karte erhalten hatte. Insgesamt erzielten neun Spieler die Tore für Argentinien, zudem profitierten sie von einem Eigentor eines venezolanischen Spielers. Mit 19 Toren sind die Argentinier der südamerikanische WM-Teilnehmer mit den wenigsten Toren. Nur die nicht qualifizierten Bolivianer schossen weniger Tore. Und nur 20 % der eingesetzten Spieler konnten ein Tor erzielen – nur die Ägypter hatten mit 15,2 % noch weniger Torschützen in ihrer Mannschaft.
| Datum        | Spielort          | Gastgeber   |   | Gast        | Ergebnis  | Torschützen für Argentinien                                  |
| ------------ | ----------------- | ----------- | - | ----------- | --------- | ------------------------------------------------------------ |
| 08.10.2015   | Buenos Aires      | Argentinien | – | Ecuador     | 0:2 (0:0) |                                                              |
| 13.10.2015   | Asunción          | Paraguay    | – | Argentinien | 0:0       |                                                              |
| 13.11.2015 1 | Buenos Aires      | Argentinien | – | Brasilien   | 1:1 (1:0) | Ezequiel Lavezzi (33.)                                       |
| 17.11.2015   | Barranquilla      | Kolumbien   | – | Argentinien | 0:1 (0:1) | Lucas Biglia (20.)                                           |
| 24.03.2016   | Santiago de Chile | Chile       | – | Argentinien | 1:2 (1:2) | Ángel Di María (19.), Gabriel Mercado (25.)                  |
| 29.03.2016   | Córdoba           | Argentinien | – | Bolivien    | 2:0 (2:0) | Gabriel Mercado (19.), Lionel Messi (29./Elfmeter)           |
| 01.09.2016   | Mendoza           | Argentinien | – | Uruguay     | 1:0 (1:0) | Lionel Messi (42.)                                           |
| 06.09.2016   | Mérida            | Venezuela   | – | Argentinien | 2:2 (1:0) | Lucas Pratto (57.), Nicolás Otamendi (82.)                   |
| 06.10.2016   | Lima              | Peru        | – | Argentinien | 2:2 (0:1) | Ramiro Funes Mori (15.) Gonzalo Higuaín (77.)                |
| 11.10.2016   | Córdoba           | Argentinien | – | Paraguay    | 0:1 (0:1) |                                                              |
| 10.11.2016   | Belo Horizonte    | Brasilien   | – | Argentinien | 3:0 (2:0) |                                                              |
| 15.11.2016   | San Juan          | Argentinien | – | Kolumbien   | 3:0 (2:0) | Lionel Messi (10.), Lucas Pratto (22.), Ángel Di María (84.) |
| 23.03.2017   | Buenos Aires      | Argentinien | – | Chile       | 1:0 (1:0) | Lionel Messi (15./Elfmeter)                                  |
| 28.03.2017   | La Paz            | Bolivien    | – | Argentinien | 2:0 (1:0) |                                                              |
| 31.08.2017   | Montevideo        | Uruguay     | – | Argentinien | 0:0       |                                                              |
| 05.09.2017   | Buenos Aires      | Argentinien | – | Venezuela   | 1:1 (0:0) | Eigentor Venezuela (54.)                                     |
| 05.10.2017   | Buenos Aires      | Argentinien | – | Peru        | 0:0       |                                                              |
| 10.10.2017   | Quito             | Ecuador     | – | Argentinien | 1:3 (1:2) | Lionel Messi (11., 19., 62.)                                 |

#### Abschlusstabelle
| Pl. | Land        | Sp. | S  | U | N  | Tore    | Diff. | Punkte |
| --- | ----------- | --- | -- | - | -- | ------- | ----- | ------ |
| 1.  | Brasilien   | 18  | 12 | 5 | 1  | 041:110 | +30   | 41     |
| 2.  | Uruguay     | 18  | 9  | 4 | 5  | 032:200 | +12   | 31     |
| 3.  | Argentinien | 18  | 7  | 7 | 4  | 019:160 | +3    | 28     |
| 4.  | Kolumbien   | 18  | 7  | 6 | 5  | 021:190 | +2    | 27     |
| 5.  | Peru        | 18  | 7  | 5 | 6  | 027:260 | +1    | 26     |
| 6.  | Chile       | 18  | 8  | 2 | 8  | 026:270 | −1    | 26     |
| 7.  | Paraguay    | 18  | 7  | 3 | 8  | 019:250 | −6    | 24     |
| 8.  | Ecuador     | 18  | 6  | 2 | 10 | 026:290 | −3    | 20     |
| 9.  | Bolivien    | 18  | 4  | 2 | 12 | 016:380 | −22   | 14     |
| 10. | Venezuela   | 18  | 2  | 6 | 10 | 019:350 | −16   | 12     |

## Vorbereitung

### Spiele
| Datum             | Ergebnis | Gegner   | Austragungsort   | Argentinische Torschützen                                  |
| ----------------- | -------- | -------- | ---------------- | ---------------------------------------------------------- |
| 11. November 2017 | 1:0      | Russland | Moskau           | Sergio Agüero (86.)                                        |
| 14. November 2017 | 2:4      | Nigeria  | Krasnodar (RUS)  | Éver Banega (27.), Sergio Agüero (36.)                     |
| 23. März 2018     | 2:0      | Italien  | Manchester (GBR) | Éver Banega (75.), Manuel Lanzini (85.)                    |
| 27. März 2018     | 1:6      | Spanien  | Madrid           | Nicolás Otamendi (39.)                                     |
| 29. Mai 2018      | 4:0      | Haiti    | Buenos Aires     | Lionel Messi (17./Elfmeter, 58., 66.), Sergio Agüero (69.) |
| 9. Juni 2018      | abgesagt | Israel   | Jerusalem        |                                                            |

Anmerkung: Kursiv gesetzte Mannschaften sind nicht für die WM qualifiziert.

### Quartier
Teamquartier wird die „Training Base Bronnizy“ bei Moskau sein, wo die Mannschaft den Trainingsplatz der Syroyezhkin-Sportschule zum Trainieren nutzen wird.

## Kader
Der vorläufige Kader mit 35 Spielern wurde am 15. Mai 2018 präsentiert. Am 21. Mai folgte der endgültige Kader mit 23 Spielern. Da Sergio Romero aufgrund einer Verletzung am Knie ausfiel, wurde Nahuel Guzman nachnominiert. Nicht berücksichtigt wurde Mauro Icardi, einer der beiden besten Torschützen der italienischen Serie A 2017/18. Auch Manuel Lanzini konnte aufgrund eines Kreuzbandrisses nicht am Turnier teilnehmen. So wurde Enzo Pérez nachnominiert.
| Position                                                          | Nr.     | Name               | Geburts- datum | Einsätze | Tore | Verein              | Debüt | Letzter Einsatz | Anzahl der Spiele | Tor | Gelbe Karte | Gelb-Rote Karte | Rote Karte | WM-Teilnahmen    | WM-Spiele (vor 2018) | WM-Tore (vor 2018) |
| ----------------------------------------------------------------- | ------- | ------------------ | -------------- | -------- | ---- | ------------------- | ----- | --------------- | ----------------- | --- | ----------- | --------------- | ---------- | ---------------- | -------------------- | ------------------ |
| Tor                                                               | 12      | Franco Armani      | 16.10.1986     | 0        | 0    | River Plate         | 2018  | -               | 2                 |     |             |                 |            |                  |                      |                    |
| Tor                                                               | 23      | Willy Caballero    | 28.09.1981     | 3        | 0    | FC ChelseaP         | 2018  | 29.05.2018      | 2                 |     |             |                 |            |                  |                      |                    |
| Tor                                                               | 01      | Nahuel Guzmán      | 10.02.1986     | 8        | 0    | UANL TigresMA       | 2014  | 13.06.2017      |                   |     |             |                 |            |                  |                      |                    |
| Abwehr                                                            | 08      | Marcos Acuña       | 28.10.1991     | 10       | 0    | Sporting Lissabon   | 2016  | 29.05.2018      | 1                 |     | 1           |                 |            |                  |                      |                    |
| Abwehr                                                            | 04      | Cristian Ansaldi   | 20.09.1986     | 5        | 1    | FC Turin            | 2009  | 18.11.2014      |                   |     |             |                 |            |                  |                      |                    |
| Abwehr                                                            | 06      | Federico Fazio     | 17.03.1987     | 9        | 1    | AS Rom              | 2011  | 29.05.2018      | 1                 |     |             |                 |            |                  |                      |                    |
| Abwehr                                                            | 02      | Gabriel Mercado    | 18.03.1987     | 19       | 3    | FC Sevilla          | 2010  | 27.03.2018      | 3                 | 1   | 1           |                 |            |                  |                      |                    |
| Abwehr                                                            | 17      | Nicolás Otamendi   | 12.02.1988     | 54       | 4    | Manchester CityM    | 2009  | 29.05.2018      | 4                 |     | 2           |                 |            | 2010             | 3                    | 0                  |
| Abwehr                                                            | 16      | Marcos Rojo        | 20.03.1990     | 56       | 2    | Manchester United   | 2011  | 29.05.2018      | 3                 | 1   | 1           |                 |            | 2014             | 6                    | 1                  |
| Abwehr                                                            | 03      | Nicolás Tagliafico | 31.08.1992     | 4        | 0    | Ajax Amsterdam      | 2017  | 29.05.2018      | 4                 |     | 1           |                 |            |                  |                      |                    |
| Mittelfeld                                                        | 07      | Éver Banega        | 29.06.1988     | 62       | 7    | FC Sevilla          | 2008  | 29.05.2018      | 3                 |     | 2           |                 |            |                  |                      |                    |
| Mittelfeld                                                        | 05      | Lucas Biglia       | 30.01.1986     | 57       | 1    | AC Mailand          | 2011  | 27.03.2018      | 1                 |     |             |                 |            | 2014             | 6                    | 0                  |
| Mittelfeld                                                        | 11      | Ángel Di María     | 14.02.1988     | 94       | 19   | Paris St. GermainD  | 2009  | 29.05.2018      | 3                 | 1   |             |                 |            | 2010, 2014       | 10                   | 1                  |
| Mittelfeld                                                        | 15      | Enzo Pérez         | 22.02.1986     | 23       | 1    | River Plate         | 2009  | 14.11.2017      | 3                 |     |             |                 |            |                  |                      |                    |
| Mittelfeld                                                        | 20      | Giovani Lo Celso   | 09.04.1996     | 5        | 0    | Paris St. GermainD  | 2017  | 29.05.2018      |                   |     |             |                 |            |                  |                      |                    |
| Mittelfeld                                                        | 14      | Javier Mascherano* | 08.06.1984     | 143      | 4    | Hebei China Fortune | 2003  | 29.05.2018      | 4                 |     | 2           |                 |            | 2006, 2010, 2014 | 16                   | 0                  |
| Mittelfeld                                                        | 13      | Maximiliano Meza   | 15.12.1992     | 2        | 0    | CA IndependienteCS  | 2018  | 29.05.2018      | 4                 |     |             |                 |            |                  |                      |                    |
| Mittelfeld                                                        | 22      | Cristian Pavón     | 21.01.1996     | 5        | 0    | Boca JuniorsM       | 2017  | 29.05.2018      | 4                 |     |             |                 |            |                  |                      |                    |
| Mittelfeld                                                        | 18      | Eduardo Salvio     | 13.07.1990     | 9        | 0    | Benfica Lissabon    | 2009  | 29.05.2018      | 2                 |     |             |                 |            |                  |                      |                    |
| Sturm                                                             | 19      | Sergio Agüero      | 02.06.1988     | 85       | 36   | Manchester CityM    | 2006  | 29.05.2018      | 4                 | 2   |             |                 |            | 2010, 2014       | 8                    | 0                  |
| Sturm                                                             | 21      | Paulo Dybala       | 15.11.1993     | 12       | 0    | Juventus TurinD     | 2015  | 14.11.2017      | 1                 |     |             |                 |            |                  |                      |                    |
| Sturm                                                             | 09      | Gonzalo Higuaín    | 10.12.1987     | 72       | 32   | Juventus TurinD     | 2009  | 29.05.2018      | 3                 |     |             |                 |            | 2010, 2014       | 11                   | 5                  |
| Sturm                                                             | 10      | Lionel Messi**T    | 24.06.1987     | 124      | 64   | FC BarcelonaD       | 2005  | 29.05.2018      | 4                 | 1   | 1           |                 |            | 2006, 2010, 2014 | 15                   | 5                  |
| Trainerstab                                                       | Trainer | Jorge Sampaoli     | 13.03.1960     |          |      |                     | 2017  |                 | 4                 |     |             |                 |            |                  |                      |                    |
| Stand Einsätze und Tore: 29. Mai 2018, nach dem Spiel gegen Haiti |         |                    |                |          |      |                     |       |                 |                   |     |             |                 |            |                  |                      |                    |
| 1. 2. 3. 4.                                                       |         |                    |                |          |      |                     |       |                 |                   |     |             |                 |            |                  |                      |                    |

## Endrunde

### Gruppenauslosung
Für die Auslosung der Qualifikationsgruppen am 1. Dezember war Argentinien Topf 1 zugeordnet und konnte daher nicht in eine Gruppe mit Weltmeister Deutschland, Rekordweltmeister Brasilien, Europameister Portugal oder Gastgeber Russland gelost werden. Zudem konnte den Argentiniern keine der drei anderen südamerikanischen Mannschaften zugelost werden. Die Mannschaft trifft in der Gruppe D auf Neuling Island, Kroatien und Nigeria.
Auf Nigeria trafen die Argentinier schon in den Vorrunden 1994, 2002, 2010 und 2014. Argentinien konnte alle vier Spiele gewinnen, allerdings immer nur mit einem Tor Differenz. Durch diese fünfte Begegnung wird dies nun allein die häufigste WM-Vorrundenpaarung sein. Zudem trafen beide in der Vorrunde des König-Fahd-Pokal 1995 aufeinander, wo sie sich torlos trennten. Im Juni 2011 verloren die Argentinier in Nigeria mit 1:4, wobei sie nur zwei Spieler aus dem Kader für die kurz darauf stattgefundene Copa América 2011 einsetzten. Eine Untersuchung aufgrund ungewöhnlich hoher Wetteinsätze führte zu keinem veröffentlichten Ergebnis und das Spiel wird weiterhin von der FIFA gelistet. Drei Monate später gewannen die Argentinier ein Freundschaftsspiel in Dhaka (Bangladesch) gegen die Nigerianer mit 3:1. Kurz vor der WM-Auslosung verloren die Argentinier nach 2:0-Führung mit 2:4, wobei sie ohne Messi und Torhüter Romero antraten.
Gegen Kroatien spielten die Argentinier einmal bei einer WM: 1998 bei der ersten Teilnahme der Kroaten gewannen sie in der Vorrunde mit 1:0. Während Argentinien aber im Viertelfinale ausschied, wurden die Kroaten am Ende Dritte. Zudem gibt es je einen Sieg, ein Remis und eine Niederlage in Freundschaftsspielen.
Gegen Island hat Argentinien noch nie gespielt.
In Moskau hat Argentinien bereits gegen die UdSSR und Russland gespielt, in den beiden anderen Vorrundenspielorten noch nicht.

### Spiele der Gruppenphase / Gruppe D
| Pl. | Land        | Sp. | S | U | N | Tore    | Diff. | Punkte |
| --- | ----------- | --- | - | - | - | ------- | ----- | ------ |
| 1.  | Kroatien    | 3   | 3 | 0 | 0 | 007:100 | +6    | 09     |
| 2.  | Argentinien | 3   | 1 | 1 | 1 | 003:500 | −2    | 04     |
| 3.  | Nigeria     | 3   | 1 | 0 | 2 | 003:400 | −1    | 03     |
| 4.  | Island      | 3   | 0 | 1 | 2 | 002:500 | −3    | 01     |

| Sa., 16. Juni 2018, 16:00 Uhr (15:00 Uhr MESZ) in Moskau (Spartak-Stadion) |   |             |           |                       |
| Argentinien                                                                | – | Island      | 1:1 (1:1) | 19′ Sergio Agüero     |
| Do., 21. Juni 2018, 21:00 Uhr (20:00 Uhr MESZ) in Nischni Nowgorod         |   |             |           |                       |
| Argentinien                                                                | – | Kroatien    | 0:3 (0:0) |                       |
| Di., 26. Juni 2018, 21:00 Uhr (20:00 Uhr MESZ) in Sankt Petersburg         |   |             |           |                       |
| Nigeria                                                                    | – | Argentinien | 1:2 (0:1) | 14.′ Messi, 86.′ Rojo |

### Spiele der K.-o.-Runde
| Sa., 30. Juni 2018, 17:00 Uhr (16:00 Uhr MESZ) in Kasan (Kasan-Arena) |   |             |           |                                         |
| Frankreich                                                            | – | Argentinien | 4:3 (1:1) | 41′ Di Maria, 48′ Mercado, 90+3′ Agüero |

Gegen Frankreich gab es zuvor zwei WM-Spiele, die beide in der Gruppenphase gewonnen wurden: Im allerersten der Argentinier 1930 gewannen sie 1:0, bei der Heim-WM gewannen sie mit 2:1. Zudem gab es neun Freundschaftsspiele mit vier Siegen, drei Remis und zwei Niederlagen. Beim letzten Spiel im Februar 2009 gab es einen 2:0-Sieg in Marseille. Die letzte Niederlage gab es im März 1986, als mit 0:2 in Paris verloren wurde.